# Оберарнбах
Оберарнбах (нім. Oberarnbach) — громада в Німеччині, розташована в землі Рейнланд-Пфальц. Входить до складу району Кайзерслаутерн. Складова частина об'єднання громад Ландштуль.
Площа — 5,08 км2. Населення становить 436 ос. (станом на 31 грудня 2020).